# Sis dies de Bassano del Grappa
Els Sis dies de Bassano del Grappa era una cursa de ciclisme en pista, de la modalitat de sis dies, que es corria a Bassano del Grappa (Itàlia). La seva primera edició data del 1986 i va durar fins al 1998. Danny Clark, amb tres victòries, és el ciclista que més vegades ha guanyat la prova.

## Palmarès
| Any     | Primers                                         | Segons                                                | Tercers                                             |
| ------- | ----------------------------------------------- | ----------------------------------------------------- | --------------------------------------------------- |
| 1986    | Roberto Amadio · Danny Clark · Francesco Moser  | Anthony Doyle · Silvio Martinello · Paolo Rosola      | Gert Frank · Urs Freuler · Josef Kristen            |
| 1987    | Moreno Argentin · Anthony Doyle · Roman Hermann | Pierangelo Bincoletto · Danny Clark · Francesco Moser | Adriano Baffi · Josef Kristen · Hans-Henrik Oersted |
| 1988    | Danny Clark · Francesco Moser                   | Adriano Baffi · Anthony Doyle                         | Silvio Martinello · Stan Tourné                     |
| 1989    | Adriano Baffi · Danny Clark                     | Pierangelo Bincoletto · Stan Tourné                   | Stefano Allocchio · Silvio Martinello               |
| 1990    | Volker Diehl · Silvio Martinello                | Marat Ganéiev · Konstantín Khrabtsov                  | Mario Cipollini · Urs Freuler                       |
| 1991-95 | No disputats                                    |                                                       |                                                     |
| 1996    | Silvio Martinello · Marco Villa                 | Bruno Risi · Kurt Betschart                           | Cristiano Citton · Andrea Collinelli                |
| 1997    | Cristiano Citton · Andrea Collinelli            | Silvio Martinello · Marco Villa                       | Bruno Risi · Kurt Betschart                         |
| 1998    | Marco Villa · Adriano Baffi                     | Andrea Collinelli · Giovanni Lombardi                 | Etienne De Wilde · Matthew Gilmore                  |